# Гросхаберсдорф
Гросхаберсдорф (њем. Großhabersdorf) општина је у њемачкој савезној држави Баварска. Једно је од 14 општинских средишта округа Фирт. Према процјени из 2010. у општини је живјело 4.242 становника. Посједује регионалну шифру (AGS) 9573115.

## Географски и демографски подаци
Гросхаберсдорф се налази у савезној држави Баварска у округу Фирт. Општина се налази на надморској висини од 341 метра. Површина општине износи 35,5 km². У самом мјесту је, према процјени из 2010. године, живјело 4.242 становника. Просјечна густина становништва износи 119 становника/km².

## Међународна сарадња
| Мјесто        | Држава    | Врста сарадње | Од    |
| ------------- | --------- | ------------- | ----- |
| Екс-сир-Вијен | Француска | партнерство   | 1982. |
| Малинска      | Хрватска  | контакт       | 1996. |
|               | Пољска    | партнерство   | 1994. |
| Извор         |           |               |       |